# Castianeira similis
Castianeira similis är en spindelart som först beskrevs av Banks 1929.  Castianeira similis ingår i släktet Castianeira och familjen flinkspindlar. Inga underarter finns listade.